# Canton de Ribemont
Le canton de Ribemont est une circonscription électorale française située dans le département de l'Aisne et la région Hauts-de-France.
À la suite du redécoupage cantonal de 2014, les limites territoriales du canton sont remaniées. Le nombre de communes du canton passe de 15 à 52.

## Géographie
Ce canton est organisé autour de Ribemont dans l'arrondissement de Saint-Quentin. Son altitude varie de 56 m (La Ferté-Chevresis) à 144 m (Parpeville) pour une altitude moyenne de 88 m.

## Histoire

### Révolution française

Carte du canton de Ribemont en 1790.

Le canton est créé le 18 février 1790 sous la Révolution française sous le nom de canton de Ribemont,.
Le canton a compté dix-sept communes avec Ribemont pour chef-lieu au moment de sa création : Chevresis-le-Meldeux, Chevresis-les-Dames, La Ferté-sur-Péron, Monceau-le-Vieil, Mont-d'Origny, Neuvillette, Origny-Sainte-Benoite, Parpeville, Pleine-Selve, Regny, Renansart, Ribemont, Séry-lès-Mézières, Sissy, Surfontaine, Thenelles et Villers-le-Sec. Il est une subdivision du district de Saint-Quentin qui disparait le 5 fructidor An III (22 août 1795). Le canton ne subit aucune modification dans sa composition communale pendant cette période.
Lors de la création des arrondissements par la loi du 28 pluviôse an VIII (17 février 1800), le canton de Ribemont est rattaché à l'arrondissement de Saint-Quentin.

### 1801-2015
L'arrêté du 3 vendémiaire an X (25 septembre 1801) entraîne un redécoupage du canton de Ribemont qui est conservé. Il ne subit pas de modifications dans la composition communale du canton.
De 1833 à 1848 les cantons de Ribemont et de Moÿ avaient le même conseiller général. Le nombre de conseillers généraux était limité à 30 par département.
Par ordonnance du 2 juin 1819, les communes de Chevresis-le-Meldeux et de Monceau-le-Vieil sont regroupées pour former la commune de Chevresis-Monceau,. Par la même ordonnance, La Ferté-sur-Péron et Chevresis-les-Dames fusionnent et la nouvelle entité prend le nom de La Ferté-Chevresis,. Le canton comprend dix-sept communes. Il ne connaît aucune modification dans sa composition communale jusqu'en mars 2015 et porte le code canton 0225.

### Après le redécoupage de 2015
Un nouveau découpage territorial de l'Aisne entre en vigueur en mars 2015, défini par le décret du 21 février 2014, en application des lois du 17 mai 2013 (loi organique 2013-402 et loi 2013-403). Les conseillers départementaux sont, à compter de ces élections, élus au scrutin majoritaire binominal mixte. Les électeurs de chaque canton élisent au Conseil départemental, nouvelle appellation du Conseil général, deux membres de sexe différent, qui se présentent en binôme de candidats. Les conseillers départementaux sont élus pour 6 ans au scrutin binominal majoritaire à deux tours, l'accès au second tour nécessitant 12,5 % des inscrits au premier tour. En outre la totalité des conseillers départementaux est renouvelée. Ce nouveau mode de scrutin nécessite un redécoupage des cantons dont le nombre est divisé par deux avec arrondi à l'unité impaire supérieure. Dans l'Aisne, le nombre de cantons passe ainsi de 42 à 21. Le canton de Ribemont fait partie des treize cantons du département, dont les limites territoriales diffèrent. Les huit autres sont des nouveaux cantons. 
Avec ce redécoupage, les cantons de Moÿ-de-l'Aisne et Saint-Simon, à l'exception des communes de Contescourt, de Castres et de Grugies, sont regroupés avec celui de Ribemont. Le bureau centralisateur est fixé à Ribemont. Avec des limites territoriales différentes, le nouveau canton compte 52 communes, avec un nouveau code canton 0212.

## Représentation

### Conseillers généraux de 1833 à 2015
| Période | Période      | Identité                   | Étiquette        | Qualité |
| ------- | ------------ | -------------------------- | ---------------- | --- |
| 1833    | 1848         | Charles Étienne Paul Moret |                  | Propriétaire, ancien juge de paix à Moÿ-de-l'Aisne                                                          |
| 1848    | 1871         | Quentin Bauchart           | Républicain      | Magistrat, Président de section au Conseil d'État Député (1848-1849) - Sénateur (1867-1870), Villers-le-Sec |
| 1871    | 1901 (décès) | Léon Tiéfaine              | Républicain      | Avocat - Maire de Ribemont                                                                                  |
| 1901    | 1919 (décès) | Victor Viéville            | Républicain      | Agriculteur, industriel Maire de Chevresis-Monceau Président du syndicat des fabricants de sucre de France  |
| 1919    | 1931         | Jules Gérard               |                  | Agriculteur - Maire de Parpeville, conseiller d'arrondissement                                              |
| 1931    | 1940         | Daniel Emile Mélère        | Rad.             | Agriculteur Maire de Mont-d'Origny                                                                          |
|         |              |                            |                  | |
| 1945    | 1949         | André Streinger            | SFIO             | Instituteur, directeur d'école puis inspecteur primaire, Thenelles                                          |
| 1949    | 1955         | Yves Colin                 | RI               | Agriculteur Maire de Neuvillette Député (1951-1955)                                                         |
| 1955    | 1977 (décès) | Henri Bailly (1908-1977)   | DVD              | Notaire, maire de Ribemont                                                                                  |
| 1978    | 1998         | Lucien Bochard             | DVD puis UDF-CDS | Vétérinaire à Origny-Sainte-Benoite                                                                         |
| 1998    | 2015         | Michel Potelet             | PS               | Retraité de l'Education Nationale Maire de Ribemont Vice-Président du Conseil Général                       |

### Conseillers d'arrondissement (de 1833 à 1940)
| Période                                  | Période | Identité                                            | Étiquette         | Qualité |
| ---------------------------------------- | ------- | --------------------------------------------------- | ----------------- | --- |
| 1833                                     | 1842    | Quentin François Louis Georges Bauchart (1778-1852) |                   | Cultivateur, propriétaire à Origny-Sainte-Benoite                                                           |
| 1842                                     | 1848    | Louis Arthus Tiéfaine (1807-1867)                   |                   | Notaire à Ribemont                                                                                          |
|                                          |         |                                                     |                   | |
| av.1876                                  |         | E. Lesur                                            |                   | Propriétaire à Ribemont                                                                                     |
|                                          |         |                                                     |                   | |
| 1907                                     | 1913    | Octave-Edouard Courtois                             |                   | Agriculteur, adjoint au maire de Villers-le-Sec                                                             |
| 1913                                     | 1919    | Jules Gérard (1861-1930)                            | Républicain       | Agriculteur, maire de Parpeville                                                                            |
| 1919                                     | 1937    | Émile Richard (1886-1967)                           | Bloc National URD | Notaire, maire de Ribemont, propriétaire à Séry-lès-Mézières                                                |
| 1937                                     | 1940    | Paul Caplain (1867-1956)                            | URD-PSF           | Clerc de notaire, adjoint au maire de Ribemont                                                              |
| 1940                                     |         |                                                     |                   | Les conseils d'arrondissement ont été suspendus par la loi du 12 octobre 1940 et n'ont jamais été réactivés |
| Les données manquantes sont à compléter. |         |                                                     |                   | |

### Conseillers départementaux depuis 2015
| Période élective | Période élective | Mandat | Mandat   | Identité                  | Nuance | Nuance | Qualité |
| ---------------- | ---------------- | ------ | -------- | ------------------------- | ------ | ------ | --- |
| 2015             | 2021             | 2015   | 2021     | Florence Bonnard-Trévisan |        | IDG    | Cadre Conseillère municipale de Montescourt-Lizerolles |
| 2015             | 2021             | 2015   | 2020     | Michel Potelet            |        | DVG    | Retraité de l'enseignement Maire de Ribemont 2e Vice-Président du conseil départemental Mort en fonction                                                                                        |
| 2015             | 2021             | 2020   | 2021     | Frédéric Martin           |        | PS     | Directeur adjoint plateforme courrier Conseiller général du canton de Moÿ-de-l'Aisne (2008 → 2015) Maire de Moÿ-de-l'Aisne (2020 → 2022) Vice-président de la CC du Val de l'Oise (2020 → 2022) |
| 2021             | 2028             | 2021   | en cours | Véronique Lebeau          |        | DIV    | Gestionnaire Adjointe au maire d'Itancourt |
| 2021             | 2028             | 2021   | en cours | Stéphane Linier           |        | DIV    | Cadre de la fonction publique Maire de Montescourt-Lizerolles |

#### Élections de mars 2015
À l'issue du premier tour des élections départementales de 2015, trois binômes sont en ballottage : Christelle Lahire et Vincent Rousseau (FN, 39,01 %), Florence Bonnard Trevisan et Michel Potelet (Union de la Gauche, 35,4 %) et Julien Dive et Orane Gobert (Union de la Droite, 25,59 %). Le taux de participation est de 58,06 % (11 554 votants sur 19 901 inscrits) contre 53,32 % au niveau départemental et 50,17 % au niveau national.
Au second tour, Florence Bonnard Trevisan et Michel Potelet (Union de la Gauche) sont élus Conseillers départementaux de l'Aisne avec 39,95 % des suffrages exprimés et un taux de participation de 60,77 % (4 687 voix pour 12 093 votants et 19 901 inscrits).

#### Élections de juin 2021
Le premier tour des élections départementales de 2021 est marqué par un très faible taux de participation (33,26 % au niveau national). Dans le canton de Ribemont, ce taux de participation est de 40,64 % (8 036 votants sur 19 773 inscrits) contre 34,94 % au niveau départemental. À l'issue de ce premier tour, deux binômes sont en ballottage : Vincent Cool et Florence Trevisan (DVG, 37,25 %) et Véronique Lebeau et Stéphane Linier (Divers, 33,46 %).
Le second tour des élections est marqué une nouvelle fois par une abstention massive équivalente au premier tour. Les taux de participation sont de 34,3 % au niveau national, 34,65 % dans le département et 37,06 % dans le canton de Ribemont. Véronique Lebeau et Stéphane Linier (Divers) sont élus avec 100 % des suffrages exprimés (5 056 voix pour 7 328 votants et 19 776 inscrits),,.

## Composition

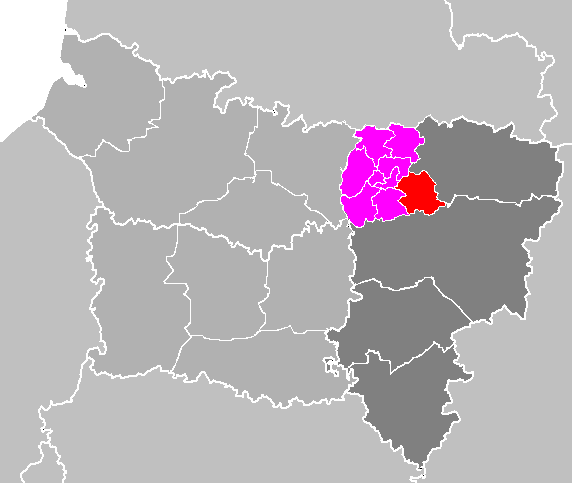
Situation du canton de Ribemont dans le département de l'Aisne avant 2015.

### Composition avant 2015
Le canton de Ribemont regroupait 15 communes et comptait 8 549 habitants en 2012.
| Nom                   | Code Insee | Codepostal | Superficie (km2) | Population (dernière pop. légale) | Densité (hab./km2) |
| --------------------- | ---------- | ---------- | ---------------- | --------------------------------- | ------------------ |
| Ribemont (chef-lieu)  | 02648      | 02240      | 26,91            | 1 966 (2012)                      | 73                 |
| Chevresis-Monceau     | 02184      | 02270      | 16,85            | 370 (2012)                        | 22                 |
| La Ferté-Chevresis    | 02306      | 02270      | 23,92            | 582 (2012)                        | 24                 |
| Mont-d'Origny         | 02503      | 02390      | 13,52            | 877 (2012)                        | 65                 |
| Neuvillette           | 02552      | 02390      | 6,44             | 189 (2012)                        | 29                 |
| Origny-Sainte-Benoite | 02575      | 02390      | 23,30            | 1 706 (2012)                      | 73                 |
| Parpeville            | 02592      | 02240      | 15,82            | 237 (2012)                        | 15                 |
| Pleine-Selve          | 02605      | 02240      | 6,05             | 175 (2012)                        | 29                 |
| Regny                 | 02636      | 02240      | 11,89            | 207 (2012)                        | 17                 |
| Renansart             | 02640      | 02240      | 8,71             | 170 (2012)                        | 20                 |
| Séry-lès-Mézières     | 02717      | 02240      | 11,51            | 639 (2012)                        | 56                 |
| Sissy                 | 02721      | 02240      | 10,76            | 482 (2012)                        | 45                 |
| Surfontaine           | 02732      | 02240      | 6,38             | 102 (2012)                        | 16                 |
| Thenelles             | 02741      | 02390      | 6,99             | 555 (2012)                        | 79                 |
| Villers-le-Sec        | 02813      | 02240      | 10,57            | 292 (2012)                        | 28                 |

### Composition à partir de 2015
Le nouveau canton de Ribemont regroupe 52 communes.
| Nom                              | Code Insee | Intercommunalité        | Superficie (km2) | Population (dernière pop. légale) | Densité (hab./km2) | Modifier                                    |
| -------------------------------- | ---------- | ----------------------- | ---------------- | --------------------------------- | ------------------ | ------------------------------------------- |
| Ribemont (bureau centralisateur) | 02648      | CC du Val de l'Oise     | 26,91            | 1 909 (2022)                      | 71                 | modifier les données · modifier les données |
| Alaincourt                       | 02009      | CC du Val de l'Oise     | 5,90             | 522 (2022)                        | 88                 | modifier les données · modifier les données |
| Annois                           | 02019      | CA du Saint-Quentinois  | 5,90             | 352 (2022)                        | 60                 | modifier les données · modifier les données |
| Artemps                          | 02025      | CA du Saint-Quentinois  | 6,31             | 363 (2022)                        | 58                 | modifier les données · modifier les données |
| Aubigny-aux-Kaisnes              | 02032      | CA du Saint-Quentinois  | 3,72             | 239 (2022)                        | 64                 | modifier les données · modifier les données |
| Benay                            | 02066      | CC du Val de l'Oise     | 6,81             | 188 (2022)                        | 28                 | modifier les données · modifier les données |
| Berthenicourt                    | 02075      | CC du Val de l'Oise     | 3,07             | 198 (2022)                        | 64                 | modifier les données · modifier les données |
| Bray-Saint-Christophe            | 02117      | CA du Saint-Quentinois  | 2,88             | 65 (2022)                         | 23                 | modifier les données · modifier les données |
| Brissay-Choigny                  | 02123      | CC du Val de l'Oise     | 8,98             | 297 (2022)                        | 33                 | modifier les données · modifier les données |
| Brissy-Hamégicourt               | 02124      | CC du Val de l'Oise     | 12,38            | 653 (2022)                        | 53                 | modifier les données · modifier les données |
| Cerizy                           | 02149      | CC du Val de l'Oise     | 4,00             | 59 (2022)                         | 15                 | modifier les données · modifier les données |
| Châtillon-sur-Oise               | 02170      | CC du Val de l'Oise     | 2,62             | 125 (2022)                        | 48                 | modifier les données · modifier les données |
| Chevresis-Monceau                | 02184      | CC du Val de l'Oise     | 16,85            | 335 (2022)                        | 20                 | modifier les données · modifier les données |
| Clastres                         | 02199      | CA du Saint-Quentinois  | 8,24             | 590 (2022)                        | 72                 | modifier les données · modifier les données |
| Cugny                            | 02246      | CA du Saint-Quentinois  | 9,40             | 605 (2022)                        | 64                 | modifier les données · modifier les données |
| Dallon                           | 02257      | CA du Saint-Quentinois  | 5,81             | 431 (2022)                        | 74                 | modifier les données · modifier les données |
| Dury                             | 02273      | CA du Saint-Quentinois  | 7,74             | 194 (2022)                        | 25                 | modifier les données · modifier les données |
| Essigny-le-Grand                 | 02287      | CC du Val de l'Oise     | 13,38            | 1 063 (2022)                      | 79                 | modifier les données · modifier les données |
| La Ferté-Chevresis               | 02306      | CC du Val de l'Oise     | 23,92            | 521 (2022)                        | 22                 | modifier les données · modifier les données |
| Flavy-le-Martel                  | 02315      | CA du Saint-Quentinois  | 12,83            | 1 698 (2022)                      | 132                | modifier les données · modifier les données |
| Fontaine-lès-Clercs              | 02320      | CA du Saint-Quentinois  | 5,33             | 230 (2022)                        | 43                 | modifier les données · modifier les données |
| Gibercourt                       | 02345      | CC du Val de l'Oise     | 2,69             | 37 (2022)                         | 14                 | modifier les données · modifier les données |
| Happencourt                      | 02367      | CA du Saint-Quentinois  | 5,18             | 176 (2022)                        | 34                 | modifier les données · modifier les données |
| Hinacourt                        | 02380      | CC du Val de l'Oise     | 3,09             | 28 (2022)                         | 9,1                | modifier les données · modifier les données |
| Itancourt                        | 02387      | CC du Val de l'Oise     | 7,11             | 999 (2022)                        | 141                | modifier les données · modifier les données |
| Jussy                            | 02397      | CA du Saint-Quentinois  | 13,37            | 1 186 (2022)                      | 89                 | modifier les données · modifier les données |
| Ly-Fontaine                      | 02446      | CC du Val de l'Oise     | 3,47             | 118 (2022)                        | 34                 | modifier les données · modifier les données |
| Mézières-sur-Oise                | 02483      | CC du Val de l'Oise     | 9,59             | 508 (2022)                        | 53                 | modifier les données · modifier les données |
| Mont-d'Origny                    | 02503      | CC du Val de l'Oise     | 13,52            | 832 (2022)                        | 62                 | modifier les données · modifier les données |
| Montescourt-Lizerolles           | 02504      | CA du Saint-Quentinois  | 6,29             | 1 619 (2022)                      | 257                | modifier les données · modifier les données |
| Moÿ-de-l'Aisne                   | 02532      | CC du Val de l'Oise     | 6,26             | 986 (2022)                        | 158                | modifier les données · modifier les données |
| Neuvillette                      | 02552      | CC du Val de l'Oise     | 6,44             | 180 (2022)                        | 28                 | modifier les données · modifier les données |
| Ollezy                           | 02570      | CA du Saint-Quentinois  | 5,31             | 169 (2022)                        | 32                 | modifier les données · modifier les données |
| Origny-Sainte-Benoite            | 02575      | CC du Val de l'Oise     | 23,30            | 1 612 (2022)                      | 69                 | modifier les données · modifier les données |
| Parpeville                       | 02592      | CC du Val de l'Oise     | 15,82            | 192 (2022)                        | 12                 | modifier les données · modifier les données |
| Pithon                           | 02604      | CC de l'Est de la Somme | 2,44             | 78 (2022)                         | 32                 | modifier les données · modifier les données |
| Pleine-Selve                     | 02605      | CC du Val de l'Oise     | 6,05             | 191 (2022)                        | 32                 | modifier les données · modifier les données |
| Regny                            | 02636      | CC du Val de l'Oise     | 11,89            | 193 (2022)                        | 16                 | modifier les données · modifier les données |
| Remigny                          | 02639      | CC du Val de l'Oise     | 10,07            | 341 (2022)                        | 34                 | modifier les données · modifier les données |
| Renansart                        | 02640      | CC du Val de l'Oise     | 8,71             | 149 (2022)                        | 17                 | modifier les données · modifier les données |
| Saint-Simon                      | 02694      | CA du Saint-Quentinois  | 6,34             | 598 (2022)                        | 94                 | modifier les données · modifier les données |
| Seraucourt-le-Grand              | 02710      | CA du Saint-Quentinois  | 10,56            | 714 (2022)                        | 68                 | modifier les données · modifier les données |
| Séry-lès-Mézières                | 02717      | CC du Val de l'Oise     | 11,51            | 602 (2022)                        | 52                 | modifier les données · modifier les données |
| Sissy                            | 02721      | CC du Val de l'Oise     | 10,76            | 490 (2022)                        | 46                 | modifier les données · modifier les données |
| Sommette-Eaucourt                | 02726      | CA du Saint-Quentinois  | 6,28             | 177 (2022)                        | 28                 | modifier les données · modifier les données |
| Surfontaine                      | 02732      | CC du Val de l'Oise     | 6,38             | 98 (2022)                         | 15                 | modifier les données · modifier les données |
| Thenelles                        | 02741      | CC du Val de l'Oise     | 6,99             | 542 (2022)                        | 78                 | modifier les données · modifier les données |
| Tugny-et-Pont                    | 02752      | CA du Saint-Quentinois  | 5,89             | 283 (2022)                        | 48                 | modifier les données · modifier les données |
| Urvillers                        | 02756      | CC du Val de l'Oise     | 13,69            | 688 (2022)                        | 50                 | modifier les données · modifier les données |
| Vendeuil                         | 02775      | CC du Val de l'Oise     | 14,45            | 926 (2022)                        | 64                 | modifier les données · modifier les données |
| Villers-le-Sec                   | 02813      | CC du Val de l'Oise     | 10,57            | 256 (2022)                        | 24                 | modifier les données · modifier les données |
| Villers-Saint-Christophe         | 02815      | CA du Saint-Quentinois  | 8,99             | 419 (2022)                        | 47                 | modifier les données · modifier les données |
| Canton de Ribemont               | 0212       |                         | 465,99           | 26 024 (2022)                     | 56                 | modifier les données                        |

## Démographie

### Démographie avant le redécoupage de 2015
| 1962   | 1968   | 1975  | 1982  | 1990  | 1999  | 2006  | 2007  | 2008  |
| ------ | ------ | ----- | ----- | ----- | ----- | ----- | ----- | ----- |
| 10 521 | 10 320 | 9 541 | 9 190 | 9 030 | 8 754 | 8 660 | 8 637 | 8 644 |

| 2009  | 2010  | 2011  | 2012  | - | - | - | - | - |
| ----- | ----- | ----- | ----- | - | - | - | - | - |
| 8 616 | 8 577 | 8 558 | 8 549 | - | - | - | - | - |

### Démographie après le redécoupage de 2015
En 2022, le canton comptait 26 024 habitants, en évolution de −2,5 % par rapport à 2016 (Aisne : −1,97 %, France hors Mayotte : +2,11 %).
| 2013   | 2018   | 2022   |
| ------ | ------ | ------ |
| 26 800 | 26 422 | 26 024 |